# Врубовский
Вру́бовский — посёлок в Лутугинском районе Луганской области Украины.
Посёлок образует Врубовский поселковый совет, которому подчинены населены пункты Ленина/Мария, Новопавловка.

## Географическое положение
Расположен на реке Ольховой, за 9 км от районного центра. Ближайшие населённые пункты: посёлки Успенка (примыкает) на юго-востоке, Ленина, Челюскинец, Георгиевка, город Лутугино на востоке (все ниже по течению Ольховой); Белореченский и Комсомолец на северо-западе; Ясное, Новопавловка, сёла Захидное (Лутугинского района), Ушаковка (все выше по течению Ольховой) на западе.

## История
Посёлок возник в 1897 году одновременно со строительством шахты «Надежда».
Во время Великой Отечественной войны в июле 1941 года в посёлке был создан батальон народного ополчения. В первые дни оккупации бойцы батальона, не успевшие отойти с Красной Армией, взорвали 2 немецких эшелона.
27 марта 1958 года посёлок Ворошиловский был переименован во Врубовский.
В 1970-е годы основой экономики посёлка являлась добыча угля.
В январе 1989 года численность населения составляла 2399 человек.
В январе 2013 года численность населения составляла 1311 человек.
С весны 2014 года в составе Луганской Народной Республики.

## Современное состояние
В поселке Врубовском есть неполная средняя школа, библиотека, дворец культуры.

## Транспорт
В 1 км от посёлка находится железнодорожная станция Врубовка (на линии Родаково — Лихая) Донецкой железной дороги.